# Joseph Bourger

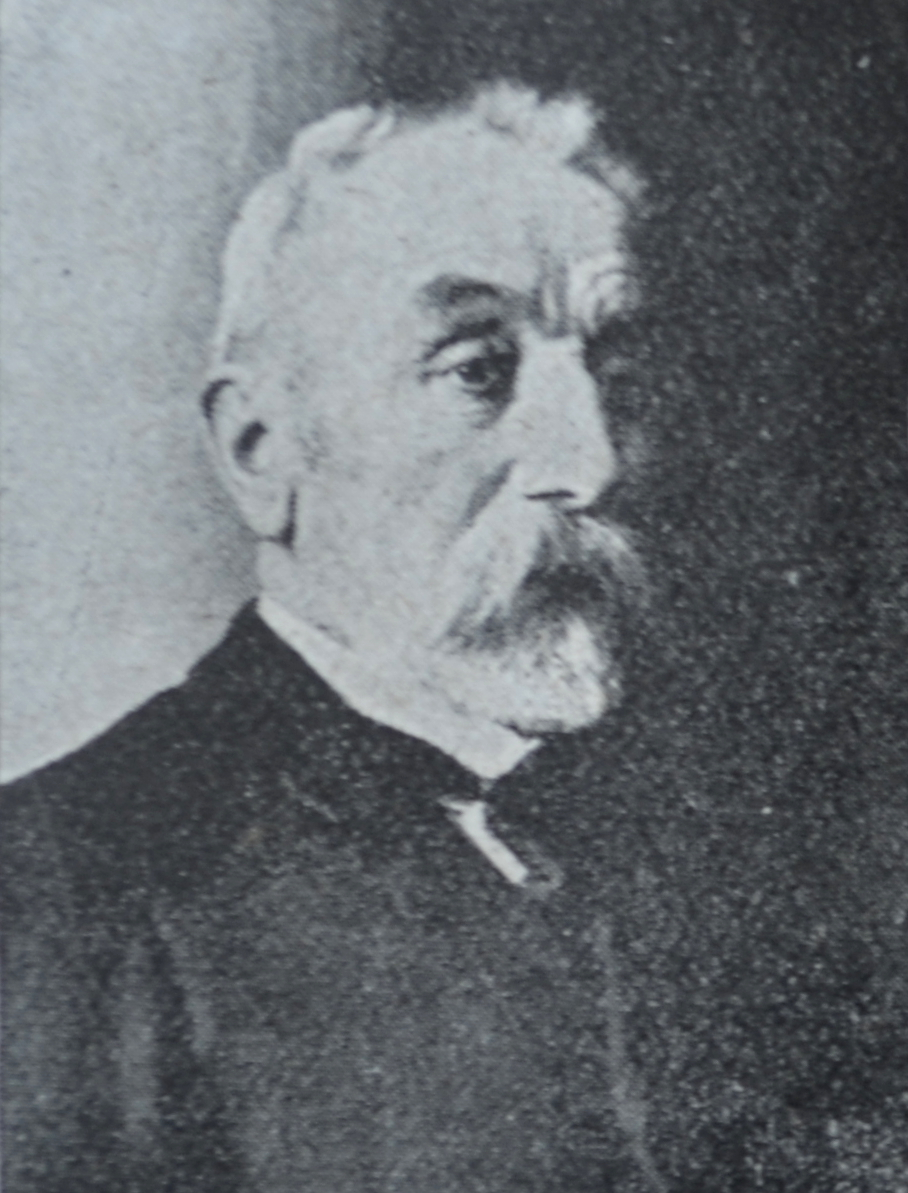
Joseph Bourger, 1911

Joseph Bourger (* 28. Januar 1842 in Busendorf; † nach 1918) war Priester, Redakteur und Mitglied der zweiten Kammer des Landtags des Reichslandes Elsaß-Lothringen für den Lothringer Block.
Joseph Bourger, der katholischer Konfession war, war Gutsbesitzer (Rentner) in Busendorf. Politisch wirkte er als Bürgermeister in Busendorf, Mitglied des lothringischen Bezirkstages und des Landesausschusses.
Bei der ersten (und einzigen) Wahl zum Landtag trat er im Wahlkreis Busendorf-Teterchen als Kandidat des Lothringer Blocks an. Im Ersten Wahlgang wurden im Wahlkreis von den 4.776 Stimmberechtigten 2.723 Stimmen abgegeben. Auf Bourger entfielen 2.472, auf den Sozialdemokraten Bincler 159 Stimmen. Joseph Bourger gehörte dem Landtag bis 1918 an.